# Artopoetes shikokuana
Artopoetes shikokuana är en fjärilsart som beskrevs av Kiyoshi Okubo 1935. Artopoetes shikokuana ingår i släktet Artopoetes och familjen juvelvingar. Inga underarter finns listade i Catalogue of Life.